# Harihara, Virajpet
Harihara là một làng thuộc tehsil Virajpet, huyện Kodagu, bang Karnataka, Ấn Độ.